# Gare de Domont
Gare de Domont vasútállomás Franciaországban, Domont településen.

## Vasútvonalak
Az állomást az alábbi vasútvonalak érintik:
- Épinay-Villetaneuse–Le Tréport-Mers-vasútvonal

## Kapcsolódó állomások
A vasútállomáshoz az alábbi állomások vannak a legközelebb:
- Gare de Bouffémont - Moisselles (Gare de Luzarches, Gare de Persan - Beaumont, Transilien H)
- Gare d’Écouen - Ézanville (Paris Gare du Nord, Transilien H)